# Chiesa dei Santi Pietro e Paolo (Castellamonte)
La chiesa dei Santi Pietro e Paolo è la parrocchiale di Castellamonte, in città metropolitana di Torino e diocesi di Ivrea; fa parte della vicaria Castellamontese-Valli Orco e Soana.

## Storia
Nel 1842 fu avviato il cantiere per la nuova grandiosa parrocchiale di Castellamonte, progettata da Alessandro Antonelli; tuttavia, già nel 1846 i lavori si interruppero, senza che l'edificio venisse portato a termine.
Dopo alcuni decenni, nel 1871, prese inizio, nell'area del presbiterio della chiesa incompiuta, la costruzione di un luogo di culto dalle forme meno imponenti; questo luogo di culto, disegnato in stile neogotico dall'architetto Luigi Formento, venne ultimato nel 1875.
Negli anni trenta del secolo successivo vennero realizzate le vetrate raffiguranti i santi Pietro e Paolo e Gesù Cristo.

## Descrizione

### Esterno
La facciata a salienti della chiesa, rivolta a nordovest e abbellita da archetti pensili, si compone di tre corpi: quello centrale, più alto, presenta centralmente il portale d'ingresso, protetto dal protiro, e il rosone ed è scandito da due grosse paraste sorreggenti degli svettanti pinnacoli, mentre ciascuna delle due ali laterali è caratterizzata da una finestra e due ulteriori paraste sopra cui si impostano altrettanti pinnacoli.
A una settantina di metri dalla parrocchiale sorge il campanile a base quadrata, il cui fusto è in stile romanico; la cella presenta su ogni lato una monofora a tutto sesto ed è coronata dalla cupoletta poggiante sul tamburo.

### Interno
L'interno dell'edificio si compone di tre navate, separate da grossi pilastri sorreggenti degli archi a tutto sesto e scanditi da semicolonne sopra le quali si impostano i cosroloni che scandiscono le volte a crociera; al termine dell'aula si sviluppa il presbiterio, rialzato di tre gradini, ospitante l'altare maggiore e chiuso dall'abside di forma poligonale.
Qui sono conservate diverse opere di pregio, tra le quali un presepe in ceramica, realizzato da Angelo Pusterla, e una raffigurazione della Madonna con il Bambino, eseguita da Renzo Igne.